# Fritz Bleyl

Litho door Bleyl voor de eerste expositie van Die Brücke in 1906

Fritz Bleyl (Zwickau, 8 oktober 1880 - Bad Iburg, 19 augustus 1966) was een Duits architect.
Bleyl begon zijn architectuurstudie aan de technische universiteit in Dresden in 1901, volgens de wens van zijn ouders. Zelf wilde hij echter kunstschilder worden. Aan de universiteit ontmoette hij al gauw medestudent Ernst Ludwig Kirchner die een heel goede vriend werd. 
In 1905 stond hij samen met Kirchner, Erich Heckel en Karl Schmidt-Rottluff, eveneens architectuurstudenten, aan de wieg van de expressionistische kunstenaarsbeweging Die Brücke. 
In september-oktober 1906 organiseerde de groep een eerste tentoonstelling met als thema het vrouwelijk naakt. Bleyl ontwikkelde zich als grafisch ontwerper en  ontwierp dan ook de tweekleurige smalle affiche voor de tentoonstelling: een gedurfd langgerekt wit naakt op een oranje achtergrond, in volle lengte boven de belettering. De affiche werd door de politie als pornografisch beschouwd en werd derhalve gecensureerd.
Nadat Bleyl zijn universitaire opleiding had voltooid begon hij les te geven aan de  architectuurschool in het naburige Freiberg. Hij trouwde in 1907 en hield er een burgerlijke levensstijl op na. Hij verliet Die Brücke waar hij werd vervangen door Max Pechstein en Otto Mueller.
Hij bleef zijn hele leven lang lesgeven en werken als architect. Hij hield zich ook bezig met grafisch werk maar bleef uit de publieke belangstelling omdat hij geen tentoonstellingen hield.
Bleyl stierf op 85-jarige leeftijd in Bad Iburg.
- Bibliothèque nationale de France: cb149699005 (data)
- Gemeinsame Normdatei: 119139847
- International Standard Name Identifier: 0000 0001 2126 955X
- Library of Congress Control Number: n94021123
- Nationale Bibliotheek van Tsjechië: xx0123612
- RKD-Nederlands Instituut voor Kunstgeschiedenis: 223274
- Système universitaire de documentation: 148392822
- Union List of Artist Names: 500073240
- Virtual International Authority File: 32269670
- WorldCat: E39PBJtrXtwY3crBrqKPMQjt8C